# Paraphaenodiscus indicus
Paraphaenodiscus indicus is een vliesvleugelig insect uit de familie Encyrtidae. De wetenschappelijke naam is voor het eerst geldig gepubliceerd in 1993 door Singh & Agarwal.